# Mathieu Kessels (musicus)
Mathijs Jozef Hubert (Mathieu) Kessels (Heerlen, 1 maart 1858 – Tilburg, 21 december 1932) was een Nederlandse componist, dirigent, schrijver, muziekuitgever, fabrikant en handelsman. Zijn firma 'M.J.H. Kessels' te Tilburg was de grootste muziekinstrumentenfabriek van Europa. Kessels droeg veel bij aan de popularisering van fanfares en orkestmuziek.

## Levensloop

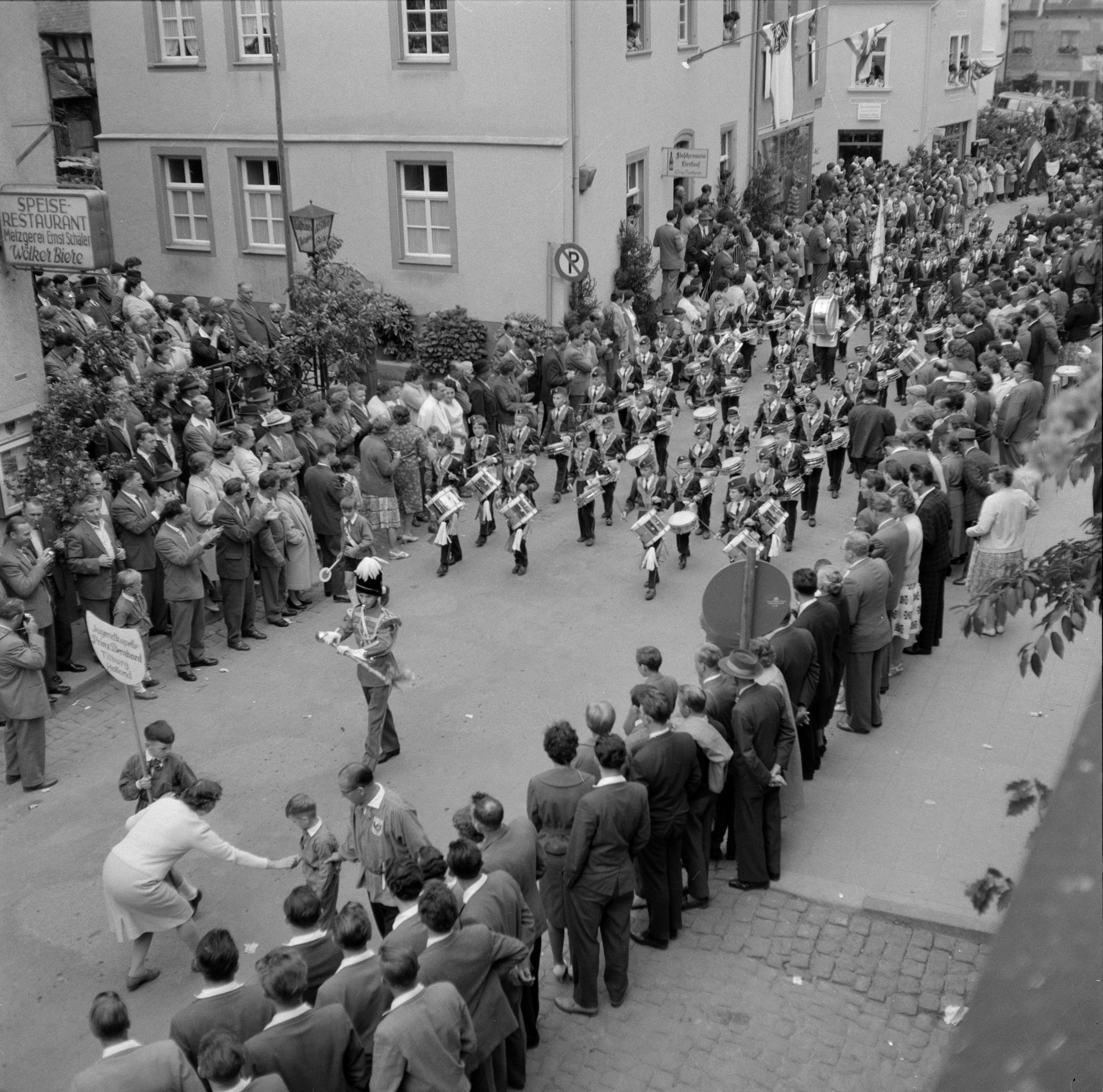
Jeugdkapel Prins Bernhard uit Tilburg in een optocht, 1960

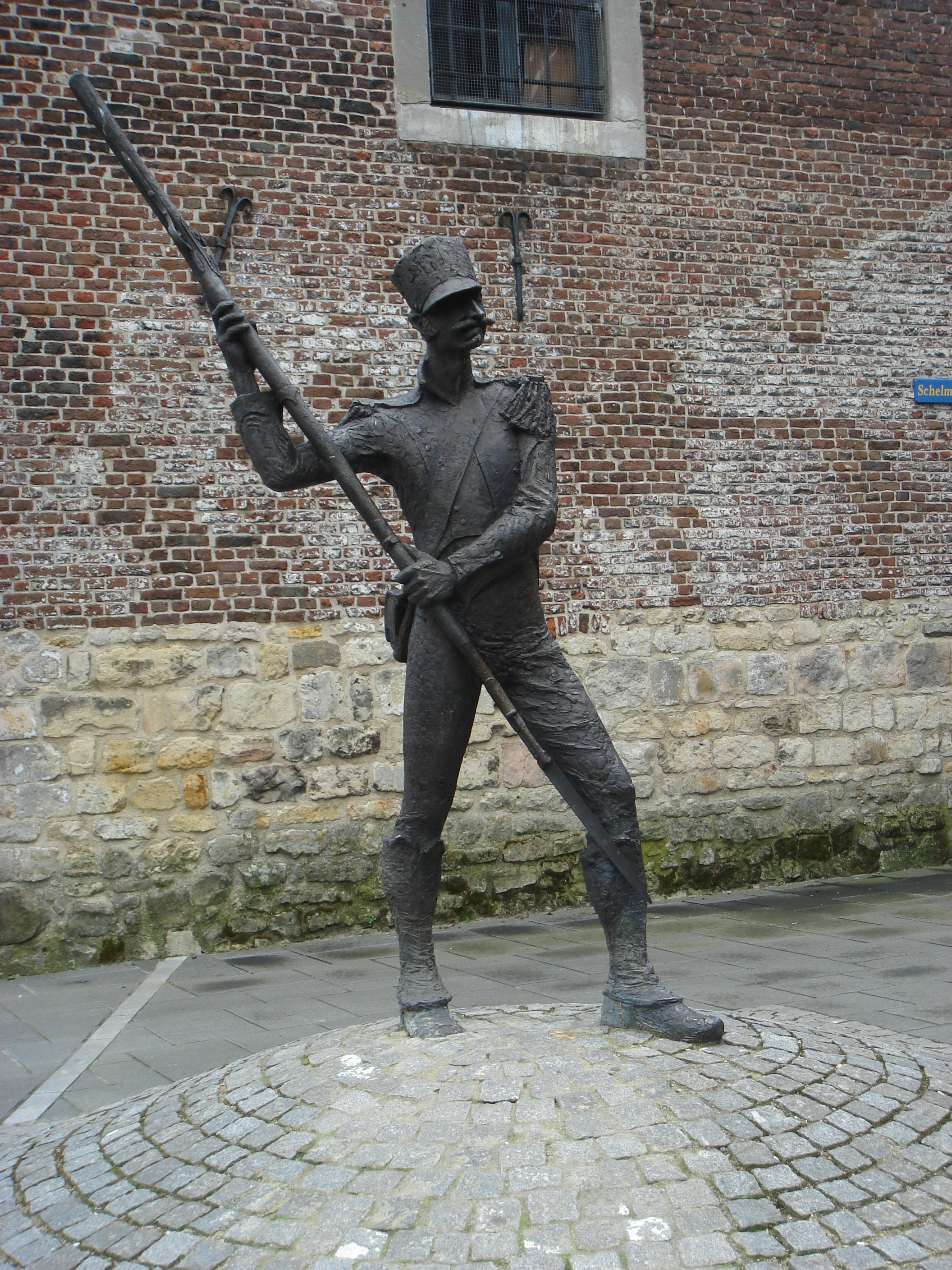
D’r Kuëb va Heële, Heerlen. Beeld vervaardigd door Vera van Hasselt (2009)

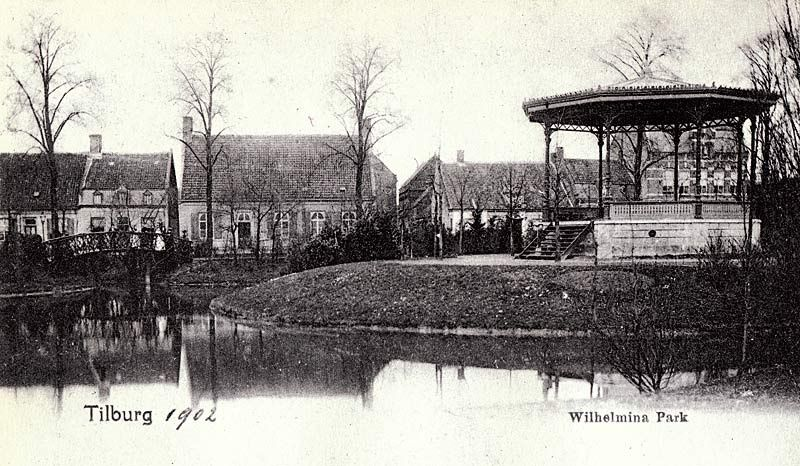
Muziekkiosk in het Wilhelminapark te Tilburg, 1902

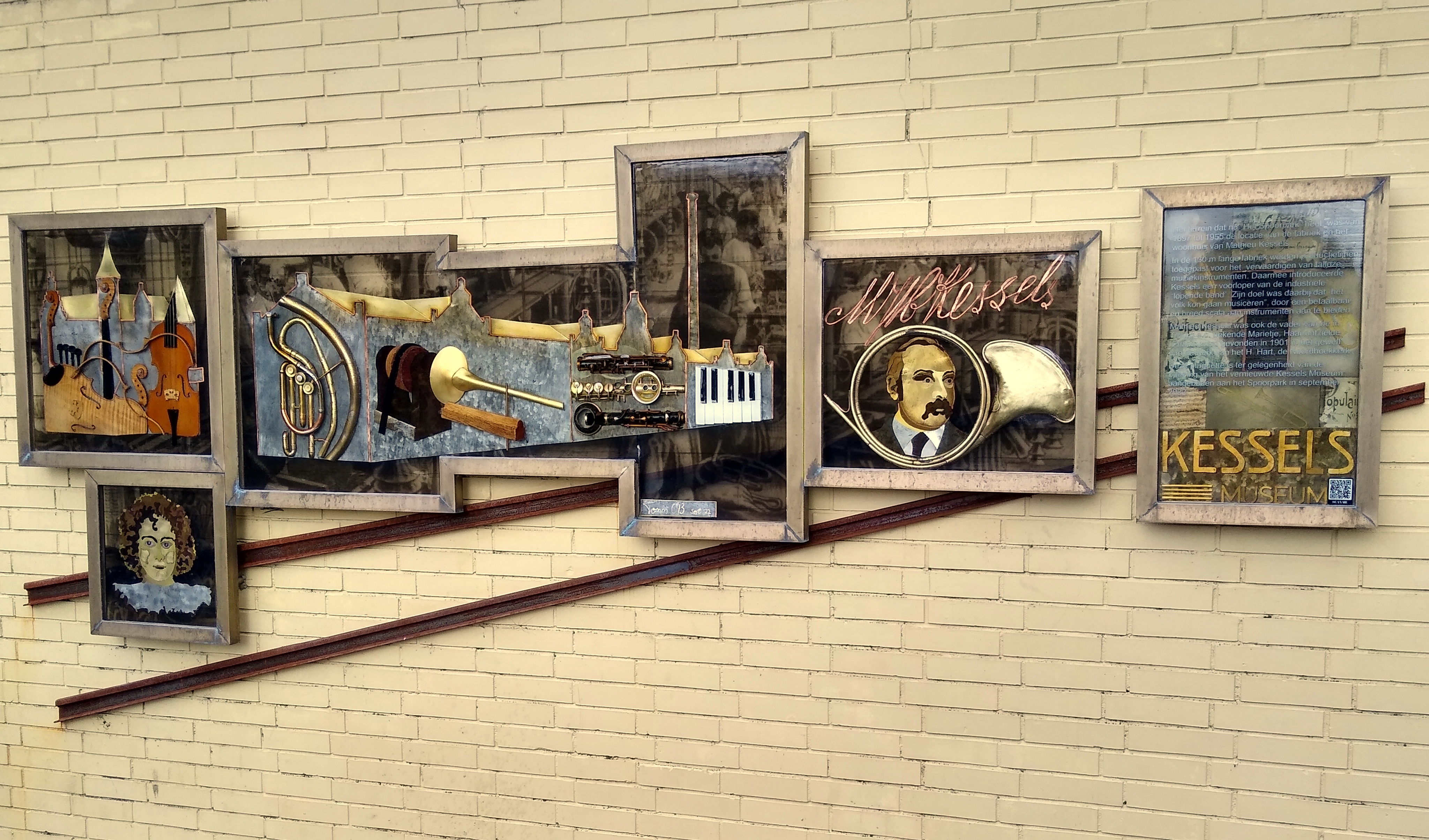
Kessels-plaquette, Spoorpark, Tilburg, 2022

### Familie Kessels
Mathieu Kessels werd geboren in 1858 als zoon van de Heerlense kleermaker Pieter Joseph Kessels en Maria Catharina Wetzels. In 1885 huwde hij Maria Augustina Philomina Crijns (1863-1941). Zij kregen negen kinderen. Dochter Maria Kessels kreeg landelijke bekendheid vanwege de moord in een Tilburgse kerk. Mathieu's oudere broer Jos Kessels was eveneens een bekend musicus.

### Dirigent
Jos en Mathieu kregen al op jonge leeftijd muziekles. In eerste instantie zagen de ouders een leven in de muziek voor hun kroost niet zitten. Mathieu spijbelde van school om muziekles te kunnen volgen. Op aandringen van een oom kreeg hij muziekles in Aken en ook in Heerlen, van violist Frederik Hennen. Zijn talent was eenieder duidelijk. Al op vijftienjarige leeftijd werd Kessels benoemd tot dirigent van de Koninklijke Harmonie St. Caecilia Heerlen. Daarnaast dirigeerde hij ook andere harmonie- en fanfareorkesten in Zuid-Limburg.

### Uitgever
In 1880 richtte hij samen met zijn broer Jos in Heerlen een muziekuitgeverij op. Korte tijd later begonnen zij ook te handelen in muziekinstrumenten. Vanaf 1884 leidde Mathieu het bedrijf alleen, omdat Jos tot dirigent van de Nieuwe Koninklijke Harmonie (NKH) in Tilburg was benoemd. In 1886 gaf hij "De Muziekbode" uit, later "De Nieuwe Muziekbode" genoemd.

### Fabrikant
In 1886 verhuisde Mathieu met het bedrijf naar Tilburg, waar zijn broer reeds woonde. Mathieu begon met repareren van muziekinstrumenten, in een gebouw in de Wolstraat. Vanaf 1889 legde hij zich toe op het bouwen van instrumenten, in een bestaand fabrieksgebouw aan de Veldhoven, het huidige Wilhelminapark.
In 1898 startte Kessels de bouw van een nieuwe fabriek in de Industriestraat, gelegen aan het spoor, de Koninklijke Nederlandsche Fabriek van Muziekinstrumenten M.J.H. Kessels. Met een voorgevel van 180 meter was het het langste industriële gebouw in Nederland. De fabriek telde 56 productielijnen, waaronder ook gebruik van de lopende band. Op het hoogtepunt werkten er 450 arbeiders, waarmee Kessels de een na grootste werkgever van de stad was. Kessels bouwde vooral piano's, maar ook strijkinstrumenten, trommen, pauken en tokkelinstrumenten, zoals gitaren, mandolines en sitars. Veel instrumenten werden geleverd aan militaire muziekkorpsen en amateurgezelschappen.
De lustmoord in 1900 op zijn elfjarige dochter 'Marietje' heeft niet alleen een zware wissel getrokken op het gezin van Kessels, het vormde ook een bedrijfsrisico. Door verdachtmaking van de katholieke geestelijkheid zou de fabriek haar klandizie van fanfarekorpsen in Zuid-Nederland en België kunnen verliezen en zo de banen van veel werknemers op de tocht doen zetten. Mathieu Kessels besloot uiteindelijk de zaak te laten rusten.
Tweemaal heeft Kessels meegeholpen een koninklijk evenement tot een succes te maken. Tijdens het bezoek van koningin-regentes Emma en koningin Wilhelmina aan Tilburg in 1895 namen 78 Noord-Brabantse muziekkorpsen aan de huldiging deel. Bij het huwelijk van Koningin Wilhelmina en Prins Hendrik in 1901 waren maar liefst 1800 muzikanten bij de aubade betrokken. De bij de laatste gelegenheid gespeelde werken waren allemaal gecomponeerd door Mathieu Kessels zelf.
In de twintigste eeuw kreeg de firma het steeds zwaarder. In 1909 kwam uit Engeland een enorme bestelling aan piano's. Hoewel de productie al begonnen was werd de bestelling teruggetrokken. Dit was het begin van het einde. Door de wereldoorlogen en de economische crisis daalde de vraag. In 1932 ging het bedrijf over op de zonen Kessels, nadat zij hun zussen hadden uitgekocht. In 1955 viel het doek voor de fabriek.
Mathieu Kessels stierf in 1932, na een lang ziekbed, in het Tilburgse Sint Elisabeth Gasthuis.

### Nalatenschap
Naast werken voor harmonie- of fanfareorkesten (marsen, ouvertures, fantasies en potpourri ‘s) schreef Kessels een aantal operettes, waarbij hij zelf de librettos drukte. Daarnaast was Kessels een succesvol schrijver in het Heerlens dialect: Kermis, eene Limburgsche schets, Gids voor kapelmeesters, d'r Kuëb va Heële, Beej het 450 jeurig Jubileum der Sint Sebastianes Sjuttereej va Hèhle.
Mathieu Kessels heeft in zijn leven veel intiatieven ontplooid op muzikaal en maatschappelijk terrein die nog altijd aanwezig of aanwijsbaar zijn. Zo was hij betrokken bij de oprichting van talloze harmonie- of fanfareorkesten. Hij had het eerste bedrijfsorkest, bouwde de eerste muziekkiosk en stelde voor het eerst een zogenaamd 'prototype' ten toon op een wereldtentoonstelling. Hij was initiatiefnemer van het eerste muziekconcours voor muziekkorpsen; in 1888 in Nijmegen. Het door hem ontwikkelde jureringssysteem wordt nog altijd gebruikt. Hij was de oprichter van de Nederlandse Federatie van Harmonie- en Fanfaregezelschappen en medeoprichter van de Tilburgse Muziekschool.

### Eerbetoon, vernoemingen
Kessels werd bij leven onderscheiden als Advocaat van St. Pieter, tot Ridder in de Orde van Onze Lieve Vrouwe van Villa Viçosa en tot Officier van de Académie française.
Heerlen kent een Mathieu Kesselserf, in een buurt waar straten naar schrijvers zijn vernoemd. Tilburg kent een Kesselsstraat, op een industrieterrein. In het centrum bevindt zich het Kessels Museum, dat ingaat op zijn leven en nalatenschap. In 2022 werd in Tilburg een Kessels-monument onthuld, aan de Sint Ceciliastraat, daar waar Kessels' woonhuis heeft gestaan: Villa Caecilia, genoemd naar de patroonheilige van de muziek. Vlak ernaast, in het huidige Spoorpark, stond ooit zijn fabriek.

## Composities

### Werken voor harmonie- of fanfare
- 1891: - La jolie espagnole, boléro
- 1898: - Heil Neerlands koninginne, mars voor harmonie- of fanfareorkest (met zang ad libitum)
- 1898: - Feestklanken - fantaisie over Nederlandsche volksliederen, voor harmonie- of fanfareorkest - opgedragen aan koningin Wilhelmina ter herinnering aan haar kroningsfeest 6 september 1898
  1. Introduction
  2. Allegro (Wilhelmus)
  3. Allegro ma non troppo (Wij leven vrij)
  4. Vivace (Vlaggelied)
  5. Allegro (Mijn vaderland)
  6. Allegro (Een triomphantelijk lied van de Zilvervloot)
  7. Allegretto (De kabels los. Matrosenlied)
  8. Allegro (Vivat de zee)
  9. Allegretto (De jonge soldaat)
  10. A la marziale (O God! verlaat mijn Neêrland niet)
  11. Andante maestoso (Wien Neêrlandsch bloed)
- 1910: - The Crystal-Palace-March 1910
- 1913: - Mater Salvatoris, processiemars - (souvenir de Bonsecours 1913)
- 1923: - Holland jubelt! - nationale feestmarsch, voor harmonie- of fanfareorkest (met zang ad libitum) - tekst: G.J. Peters - gecomponeerd ter gelegenheid van het 25-jarig regeringsjubileum van koningin Wilhelmina (1923)
- 1923: - Neêrland en Oranje - nationale feestmarsch, voor harmonie- of fanfareorkest (met zang ad libitum) - tekst: Jac. v.d. Klei - gecomponeerd ter gelegenheid van het 25-jarig regeringsjubileum van koningin Wilhelmina (1923)
- 3e Compagnie, mars
- Au bords du Rhône, polka-mazurka
- Berphienta, pas-redoublé
- Cassiopeja, polka-caprice voor kornet en harmonie- of fanfareorkest
- Coriovallum, ouverture
- Douce Pauline, wals
- En campagne, pas-redoublé
- Etoile du matin, processiemars
- Fantaisie sur l'opéra "Freischütz" de Weber
- Gai Paul, pas-redoublé
- Garde-à-vous, pas-redoublé
- Generaal Joubert - Transvaalsche volksmarsch, voor harmonie- of fanfareorkest (met zang)
- Groet aan 't vaandel (Salut au drapeau), pas-redoublé
- Het negentiende, militaire mars - opgedragen aan: J.L.C. Anten,[8] majoor der infanterie
- Hoezee de burgerwacht - nationale marsch, voor harmonie- of fanfareorkest (met zang ad libitum)
- La belle villageoise, concertwals
- La Bruyère, ouverture
- La première, mars
- La timide, rédowa
- Le drapeau de Beets, pas-redoublé
- Le joyeux cadet, pas-redoublé
- Le montagnard, pas-redoublé
- Le volontaire, pas-redoublé
- Lentezang (Chant printanier), pas-redoublé
- L'oréade, rédowa
- Maas en Waal, pas-redoublé - bondsmarsch van den Maas- en Waalsche Bond van Harmonie- en Fanfaregezelschappen
- Mercedes, ouverture
- Onz' landstorm-jagers, nationale marsch voor harmonie- of fanfareorkest (met zang ad libitum)
- Op naar 't park, pas-redoublé
- Ouverture Hongroise
- P'tit Henri, pas-redoublé
- Parade de la garde, morceau caractéristique
- Regard divin, processiemars - opgedragen aan: A.W. de Groot
- Rose d'hiver, wals - opgedragen aan: Th. Crijns
- Sancta virgo, processiemars
- Herinnering aan de Slag bij Waterloo, voor harmonie- of fanfareorkest[9]
- Souvenir aan het 2e regiment, 4 militaire marsen voor harmonie- of fanfareorkest (met klaroenen en zang ad libitum)
- St. Pierre et Paul, processiemars
- Titi, concertpolka voor kornet en harmonie- of fanfareorkest
- Virgo potens, processiemars
- Voix roumaines, concertwals
- Walram, ouverture
- Zuid-Hollandsche vlag, pas-redoublé

### Operettes
| Voltooid in | titel                     | aktes                    | première                  | libretto         |
| ----------- | ------------------------- | ------------------------ | ------------------------- | ---------------- |
| 1899-1900   | De Bokkerijders           | 3 bedrijven 1 tussenspel | 2 februari 1900, Tilburg  | van de componist |
| 1903        | De Kozakken te Oosterhout | 2 bedrijven              | 15 februari 1903, Tilburg | van de componist |
| 1911        | De Meikoningin van Geleen | 3 bedrijven              | 1911, Tilburg             | van de componist |
|             | Walram van Valkenburg     |                          |                           |                  |

### Werken voor piano
- - Roloubertise, langzame wals

## Overige publicaties
- d'r Kuëb va Heële (Der Koeph va Hehle in de sjlag va Waterloo, ee Hehlisj Vertelsel), G.J. Prickaerts, 1992; reprint: november 2005, ISBN 978-9-081-00511-1
- Beej het 450 jeurig Jubileum der Sint Sebastianes Sjuttereej va Hèhle, Officieel Feestprogramma ter ere van het 450-jarig bestaan van de dorpsschutterij Sint Sebastianus Heerlen op Zondag 3 en 10 augustus 1930.
- Eene Repetitie te X. Humoristische schets, Tilburg, Hof-Muziekdrukkerij M.J.H. Kessels, 1907.
- Gids voor kapelmeesters
- Kermis, eene Limburgsche schets
- Naar 't concours : een historisch verhaal in luimig gewaad